# Philipp Dietrich von Schrottenberg
Philipp Dietrich Freiherr von Schrottenberg (* 1675; † 1725) aus dem Adelsgeschlecht Schrottenberg war Beamter im Hochstift Bamberg.

## Leben
Von Schrottenberg war der älteste Sohn des bambergischen Oberhofmarschalls Wolf Philipp von Schrottenberg (1640–1715) und dessen Ehefrau Sophia Juliana geborene Erthal (1654–1702). Sein Bruder Otto Philipp von Schrottenberg (1681–1738) war der in fürstbambergischen Diensten stehende Generalmajor, Kommandant und  Ober-Schultheiß der Stadt und Festung Forchheim. Er heiratete Eva Juliana Katharina geborene von Sturiefeder. Die Ehe blieb kinderlos.
Noch zu Lebzeiten seines Vaters erhielt er 1703 die Stelle eines Oberamtmanns im Amt Lichtenfels, die vorher sein Vater innehatte. Er war daneben Ritterhauptmann des Ritterkantons Steigerwald und Direktor der fränkischen Reichsritterschaft. Er war kaiserlicher Rat und Kurmainzer und Bamberger Geheimrat.
Er erbte von seinem Vater den Familienfideikommiss Reichmannsdorf mit Schloss und den Orten Untermelsendorf, Obermelsendorf und Eckersbach. 1707 verkaufte er das elterliche Palais Schrottenberg (Dominikanerstraße 10) in Bamberg und kaufte 1710 das „Haus zum Rebstock“ in Bamberg und ließ an seiner Stelle ab 1715 das Drittes Palais Schrottenberg (Obere Sandstraße 6) errichten. Beide Objekte stehen unter Denkmalschutz (siehe Liste der Baudenkmäler in Bamberg/Bürgerliche Bergstadt).
Da er kinderlos starb, erbte sein Neffe Lothar Carl von Schrottenberg (1708–1759) seinen Besitz und auch das Amt als Oberamtmann.